# Bebearia zonara
Bebearia zonara är en fjärilsart som beskrevs av Butler 1871. Bebearia zonara ingår i släktet Bebearia och familjen praktfjärilar. Inga underarter finns listade i Catalogue of Life.